# Onthophagus schoolmeestersi
Onthophagus schoolmeestersi là một loài bọ cánh cứng trong họ Bọ hung (Scarabaeidae).